# 葉曉霏
葉曉霏（1993年9月7日—），原名葉辰莛，臺灣女演員 ，出生於臺灣，高雄人。2015年畢業於臺北市立大學舞蹈學系，同年經徵選進入王小棣以及蔡明亮、陳玉勳、許傑輝、瞿友寧、王明台、徐輔軍、安哲毅等八位導演共同創辦的Q Place表演教室好演員班進行培訓，以第一期學員身分結業。2016年以植劇場系列《戀愛沙塵暴》正式出道，在劇中飾演陸宜。2023年改名為葉曉霏，同年以電影《青春並不溫柔》中的魏青一角獲得第25屆台北電影獎「最佳新演員」，並入圍第60屆金馬獎「最佳新演員」。2024年2月14日發布第一首個人自創單曲<JU N ME>。

## 戲劇作品

### 電視劇
| 年份   | 電視                   | 劇名                                         | 角色     | 性質     | 導演                   |
| ------ | ---------------------- | -------------------------------------------- | -------- | -------- | ---------------------- |
| 2016年 | 台視、公視、八大戲劇台 | 《植劇場－戀愛沙塵暴》                       | 陸宜     | 主演     | 北村豐晴               |
| 2016年 | 台視、公視、八大戲劇台 | 《植劇場－積木之家》                         | 女警察   | 客串     | 廖士涵                 |
| 2017年 | 公視                   | 《公視人生劇展－媽，告訴我哪裡有光》         | 怡潔     | 主演     | 詹家維                 |
| 2017年 | 台視、公視、八大戲劇台 | 《植劇場－花甲男孩轉大人》                   | 宋姿萱   | 主演     | 瞿友寧、李青蓉         |
| 2017年 | 台視、公視、八大戲劇台 | 《植劇場－五味八珍的歲月》                   | Kiki朋友 | 客串     | 徐輔軍                 |
| 2018年 | 公視                   | 《公視學生劇展－狗罩》                       | 小珊     | 女主角   | 戴浩宇                 |
| 2018年 | 公視                   | 《20之後》                                   | 小辰     | 客串     | 王小棣                 |
| 2021年 | 八大戲劇台、衛視中文台 | 《她們創業的那些鳥事》                       | 愛蜜莉   | 客串     | 馮家瑞、許肇任、林志儒 |
| 2022年 | 公視、MyVideo、台視    | 《茁劇場－滴水的推理書屋》                   | 小琪     | 客串     | 廖士涵                 |
| 2022年 | 公視、friDay影音       | 《你的婚姻不是你的婚姻－恭請光臨曾賈府喜事》 | 白育雯   | 特別演出 | 何潤東                 |
| 2024年 | Youtube                | 《小菁與言言》                               | 蔣依融   | 特別演出 | 安哲毅、曾培善、練健輝 |
| 2025年 | 公視                   | 《公視學生劇展－全民嬰檢》                   | 小芯     | 主演     | 何煒彤                 |

### 電影
| 年份   | 片名               | 角色   | 性質     | 導演   |
| ------ | ------------------ | ------ | -------- | ------ |
| 2018年 | 《花甲大人轉男孩》 | 宋姿萱 | 特別演出 | 瞿友寧 |
| 2019年 | 《樂園》           | 小婷   | 客串     | 廖士涵 |
| 2023年 | 《青春並不溫柔》   | 魏青   | 女主角   | 蘇奕瑄 |

### 短片
| 年份   | 片名                                                          | 角色       | 性質   | 導演   | 備註                              |
| ------ | ------------------------------------------------------------- | ---------- | ------ | ------ | --------------------------------- |
| 2016年 | 《說好了再見》                                                |            | 主演   |        | 劇情短片                          |
| 2016年 | 《窺心事》                                                    | 小真       | 主演   |        | 國立政治大學傳播學院 廣播電視學系 |
| 2016年 | 植劇場『未來星』系列---葉辰莛                                 | 葉辰莛     | 主演   | 不適用 | 植劇場短片                        |
| 2016年 | 《台灣孩子演台灣故事》一張紙的夢想─愛國獎券                   | 葉辰莛     | 主演   | 練健輝 | 植劇場短片                        |
| 2016年 | 《戀愛沙塵暴之番外篇04》饒了我吧！陸宜                        | 陸宜       | 主演   | 貓克斯 | 植劇場短片                        |
| 2016年 | 《戀愛沙塵暴之番外篇08》認定彼此的戀人                        | 陸宜       | 主演   | 曾鐵蛋 | 植劇場短片                        |
| 2016年 | 《戀愛沙塵暴之訪談篇02》                                      | 葉辰莛     | 主演   | 練健輝 | 植劇場短片                        |
| 2016年 | 戀愛沙塵暴植日生週記第二集                                    | 葉辰莛     | 主演   | 不適用 | 植劇場短片                        |
| 2016年 | 戀愛沙塵暴植日生週記第六集                                    | 葉辰莛     | 主演   | 不適用 | 植劇場短片                        |
| 2016年 | ⟪姜老師，妳談過戀愛嗎？⟫植日生週記第三集                      | 葉辰莛     | 客串   | 不適用 | 植劇場短片                        |
| 2017年 | 《積木之家之番外篇11》#找錢                                   | 中藥行千金 | 主演   | 貓克斯 | 植劇場短片                        |
| 2017年 | 《花甲男孩轉大人之番外篇６》#辰莛、子熙訪談                   | 葉辰莛     | 主演   | 施岑諺 | 植劇場短片                        |
| 2017年 | 《花甲男孩轉大人之番外篇９》#創作才華                         | 宋姿萱     | 主演   | 曾鐵蛋 | 植劇場短片                        |
| 2017年 | 《花甲男孩轉大人之番外篇１３》#花甲歌舞《愛情為何這麼不容易》 | 宋姿萱     | 主演   | 練健輝 | 植劇場短片                        |
| 2017年 | 《花甲男孩轉大人》植日生週記第二集                            | 葉辰莛     | 主演   | 不適用 | 植劇場短片                        |
| 2017年 | 《花甲男孩轉大人》植日生週記第五集                            | 葉辰莛     | 主演   | 不適用 | 植劇場短片                        |
| 2017年 | 《花甲男孩轉大人》植日生週記第六集                            | 葉辰莛     | 主演   | 不適用 | 植劇場短片                        |
| 2017年 | 《花甲男孩轉大人》植日生週記第七集                            | 葉辰莛     | 主演   | 不適用 | 植劇場短片                        |
| 2017年 | 《五味八珍的歲月之番外篇１０》#耀仁訪談                       | 葉辰莛     | 主演   | 施岑諺 | 植劇場短片                        |
| 2017年 | 《藝術散步 曼菲》之二                                         | 葉辰莛     | 主持人 | 不適用 | 植劇場微節目                      |
| 2017年 | 《藝術散步 曼菲》之為何叫曼菲?                                | 葉辰莛     | 主持人 | 不適用 | 植劇場微節目                      |
| 2017年 | 《路邊攤》                                                    | 洪霞       | 主演   |        | 釜山影展AFA短片                   |
| 2021年 | 《執迷不悔》                                                  | 沈之喬     | 主演   | 傅國虹 | 洛杉磯國際短片電影節              |
| 2022年 | 《因為記憶，我們前進。》                                      | 媽媽       | 主演   | 徐嘉凱 | 新家華建築短片                    |
| 2023年 | 《底片約會》                                                  | 百合       | 主演   |        |                                   |
| 2023年 | 《沒有明天》                                                  | 小安       | 主演   |        | 國立台灣藝術大學                  |

### 舞台劇
- 2011年：《白香蘭》 尚和歌仔劇團台語歌舞劇
- 2020年 :《屈辱》 飾演梅蘭妮．愛薩克絲(Melanie Isaacs) 拙八郎 X Studio Q 拙劇團[14]

### 廣告
- 2016年：7-Eleven《最愛兒童節》廣告  （页面存档备份，存于）
- 2016年：Pataya傢俱 網路廣告  （页面存档备份，存于）
- 2016年：OB嚴選 我的量力而為《居家篇》 網路廣告  （页面存档备份，存于）
- 2021年：來義大過聖誕 迎新年
- 2021年：4/28 Hej IKEA內湖店!
- 2021年：全家便利商店《全家0800說故事》廣告  （页面存档备份，存于）
- 2022年：新家華建築 建案廣告
- 2022年：綠藤生機 2022綠藤母親節 眼部雙精華新升級
- 2022年：Gogoro Delight｜感覺好好
- 2023年：AGILE COSMETICS PROJECT

### 音樂錄影帶
- 2016年7月22日：薛之謙〈我好像在哪見過你〉 （页面存档备份，存于）
- 2016年8月5日：戴佩妮〈賊〉 （页面存档备份，存于）
- 2017年6月14日：艾怡良〈Waterfall〉 （页面存档备份，存于）
- 2017年8月8日：海裕芬〈咕咾小姐〉 （页面存档备份，存于）
- 2017年7月22日：Ty.〈書沒讀好〉 （页面存档备份，存于）
- 2020年8月3日：江靜feat.張震嶽〈都挺好的〉 （页面存档备份，存于）
- 2020年11月25日：原子邦妮〈腦海〉 （页面存档备份，存于）
- 2020年：原子邦妮〈你已忘記但我還記得的事〉 （页面存档备份，存于）
- 2021年2月2日：晨曦光廊〈休息站的人們〉 （页面存档备份，存于）
- 2021年2月14日：葉曉霏COVER〈別再想見我〉 （页面存档备份，存于）
- 2021年6月2日：蕭煌奇〈倔強的孤單〉 （页面存档备份，存于）
- 2021年12月24日：原子邦妮〈冬雲〉(不要讓心再痛了) （页面存档备份，存于）
- 2022年4月25日：草屯囝仔〈想你的形影〉 （页面存档备份，存于）
- 2023年4月21日：阿橘Ahh G〈擦亮〉 （页面存档备份，存于）
- 2023年10月27日：理想混蛋 〈離開的一路上〉 （页面存档备份，存于）
- 2023年11月14日：理想混蛋 〈很遠的遠方〉 （页面存档备份，存于）
- 2023年12月27日：回聲樂團〈Take a Shine〉
- 2024年1月18日：溫蒂漫步 〈明白我的心〉
- 2024年3月14日：甜約翰 〈還好有人跟我一樣〉
- 2024年12月12日：J.Sheon 〈你不用懂〉 （页面存档备份，存于）
- 2025年6月13日：理想混蛋 〈萬事大吉〉
- 2025年7月17日：MC張天賦 〈目擊者〉

## 音樂作品

### 單曲
- 2024年2月14日：葉曉霏 〈JU N ME〉 （页面存档备份，存于）

## 出版作品
- 2024年：《十日間—葉曉霏寫真書》東京日記

## 見面會
- 2023年12月30日【2023霏常想見面愛我999】 （页面存档备份，存于）

## 獎項紀錄
| 年份   | 頒獎典禮         | 獎項       | 影片             | 角色 | 結果 |
| ------ | ---------------- | ---------- | ---------------- | ---- | ---- |
| 2023年 | 第25屆台北電影獎 | 最佳新演員 | 《青春並不溫柔》 | 魏青 | 獲獎 |
| 2023年 | 第60屆金馬獎     | 最佳新演員 | 《青春並不溫柔》 | 魏青 | 提名 |

## 外部連結
- 葉曉霏的新浪微博
- 葉曉霏 EJ Yeh的Facebook專頁
- 葉曉霏的Instagram帳戶